# Episodi di The Rifleman (quarta stagione)
La quarta stagione della serie televisiva The Rifleman è stata trasmessa in anteprima negli Stati Uniti d'America dalla American Broadcasting Company tra il 2 ottobre 1961 e il 7 maggio 1962.
| nº | Titolo originale     | Titolo italiano | Prima TV USA     | Prima TV Italia |
| -- | -------------------- | --------------- | ---------------- | --------------- |
| 1  | The Vaqueros         |                 | 2 ottobre 1961   |                 |
| 2  | First Wages          |                 | 9 ottobre 1961   |                 |
| 3  | Sheer Terror         |                 | 16 ottobre 1961  |                 |
| 4  | The Stand-In         |                 | 23 ottobre 1961  |                 |
| 5  | The Journey Back     |                 | 30 ottobre 1961  |                 |
| 6  | The Decision         |                 | 6 novembre 1961  |                 |
| 7  | Knight Errant        |                 | 13 novembre 1961 |                 |
| 8  | Honest Abe           |                 | 20 novembre 1961 |                 |
| 9  | The Long Goodbye     |                 | 27 novembre 1961 |                 |
| 10 | The Shattered Idol   |                 | 4 dicembre 1961  |                 |
| 11 | Long Gun from Tucson |                 | 11 dicembre 1961 |                 |
| 12 | The High Country     |                 | 18 dicembre 1961 |                 |
| 13 | A Friend in Need     |                 | 25 dicembre 1961 |                 |
| 14 | Skull                |                 | 1º gennaio 1962  |                 |
| 15 | The Princess         |                 | 8 gennaio 1962   |                 |
| 16 | Gunfire              |                 | 15 gennaio 1962  |                 |
| 17 | The Quiet Fear       |                 | 22 gennaio 1962  |                 |
| 18 | Sporting Chance      |                 | 29 gennaio 1962  |                 |
| 19 | A Young Man's Fancy  |                 | 5 febbraio 1962  |                 |
| 20 | The Man from Salinas |                 | 12 febbraio 1962 |                 |
| 21 | Two Ounces of Tin    |                 | 19 febbraio 1962 |                 |
| 22 | Deadly Image         |                 | 26 febbraio 1962 |                 |
| 23 | The Debt             |                 | 5 marzo 1962     |                 |
| 24 | Tinhorn              |                 | 12 marzo 1962    |                 |
| 25 | None So Blind        |                 | 19 marzo 1962    |                 |
| 26 | Jealous Man          |                 | 26 marzo 1962    |                 |
| 27 | Guilty Conscience    |                 | 2 aprile 1962    |                 |
| 28 | Day of Reckoning     |                 | 9 aprile 1962    |                 |
| 29 | The Day a Town Slept |                 | 16 aprile 1962   |                 |
| 30 | Milly's Brother      |                 | 23 aprile 1962   |                 |
| 31 | Outlaw's Shoes       |                 | 30 aprile 1962   |                 |
| 32 | The Executioner      |                 | 7 maggio 1962    |                 |